# هری لاورایسن
هری لاورایسن (هلندی: Harrie Lavreysen؛ زادهٔ ۱۴ مارس ۱۹۹۷) دوچرخه‌سوار اهل هلند است.
وی در مسابقات کشوری و بین‌المللی در مجموع برندهٔ ۱ مدال طلا، ۲ مدال نقره شده‌است.